# 雪印集団食中毒事件
雪印集団食中毒事件（ゆきじるししゅうだんしょくちゅうどくじけん）とは、2000年（平成12年）6月から7月にかけて、近畿地方を中心に発生した、雪印乳業（現：雪印メグミルク）の乳製品（主に低脂肪乳）による集団食中毒事件。
本事件は認定者数が1万4,780人にものぼる戦後最大の集団食中毒事件となり、当時の石川哲郎社長が引責辞任に追い込まれた。

## 経緯

### 停電による菌増殖
2000年（平成12年）3月31日、北海道広尾郡大樹町にある雪印乳業大樹工場の生産設備で、氷柱の落下に伴う3時間の停電が発生し、同工場内のタンクにあった脱脂乳が摂氏20度以上にまで温められたまま約4時間ほど滞留した。この間に病原性黄色ブドウ球菌が増殖したことで、4月1日製造分の脱脂粉乳内に毒素（エンテロトキシンA）が発生した。
本来なら滞留した原料は廃棄すべきものであったが、殺菌装置で黄色ブドウ球菌を死滅させれば安全と判断し、脱脂粉乳830袋を製造した。このうち450袋は、黄色ブドウ球菌や大腸菌などの検査により異常がなかったため出荷した。その後、工場は同日分の脱脂粉乳に細菌が異常繁殖していることを4月3日に把握したが、製造課長は叱責を恐れてこれを隠蔽した。また、一般細菌類が雪印乳業が定める規定値を1割ほど上回っていたため、4月10日製造分の脱脂粉乳の原料として再利用された。こうして黄色ブドウ球菌自体は死滅したが、毒素が残ったままの脱脂粉乳750袋が大阪工場に送られた。
この汚染された脱脂粉乳は、大阪工場（大阪府大阪市都島区都島南通）で6月21日から29日までの間に製造された「雪印低脂肪乳」に使用されたほか、6月25日・26日に製造された加工乳3種（「のむヨーグルトナチュレ」「のむヨーグルト毎日骨太」「コープのむヨーグルト」）の製造に使用され、スーパーマーケットを中心とした近畿地方一円の小売店に出荷された。

### 食中毒の発生
2000年（平成12年）6月25日、雪印低脂肪乳を飲んだ和歌山県の子ども3人が初めて嘔吐の症状を呈した。しかし、和歌山県保健所は夏風邪を疑い、食中毒の調査を行わなかったため、行政の初動は大きく後れを取ることとなった。
2000年（平成12年）6月27日、大阪市内の病院から大阪市保健所に食中毒の疑いが通報された。同月28日には同様の事例が2件確認されたため、大阪市保健所が大阪工場に立入調査を行い、疑いのある製品の自主回収と社告の新聞掲載を指導した。
しかし、大阪工場は本社重役が株主総会出席中のため判断を先延ばしとし、翌29日にようやく約30万個の製品の回収のみを始めたが、社告は行わなかった。同日、大阪工場の対応に危機感を抱いた大阪市保健所は独自で記者発表を行い、食中毒の疑いを公表した。深夜には大阪工場が初めて記者発表を行い、低脂肪乳の製造を当面の間休止することを発表した。汚染製品の出荷が始まった21日から8日後の休止であり、被害を食い止めるには遅すぎる対応であった。
これ以降、大阪府、兵庫県、和歌山県、滋賀県など近畿地方の広範囲にわたって被害が報告され、最終的に1万4,780人という前代未聞の食中毒被害者を出した。被害者の訴えた症状は嘔吐・下痢・腹痛を中心にし、総じて比較的軽いものであったが、入院に至った重症者もいた。奈良県の80代の女性1名が入院後に死亡しているが、大阪地方裁判所の判決では入院後の医療ミスが原因と判断されている。
2000年（平成12年）6月30日、和歌山市衛生研究所が検体の低脂肪乳から黄色ブドウ球菌の毒素産出遺伝子を検出し、同日には大阪市保健所が正式に製品の回収を命令した。しかし、製造元・販売元が予定している納入店とは違った店に製品が納品されていることもあって製品の回収は困難を極めた。また、回収した製品も膨大な量になり処分し切れなかったため、中間処理業者に回収した製品の処分を委託した結果、回収した製品が不法投棄される事態が発生した。
2000年（平成12年）7月1日朝、大阪市保健所と厚生省（現・厚生労働省）の担当者が大阪工場に立入調査を行い、製造ラインの調合タンクと予備タンクの間のバルブに黄色ブドウ球菌が繁殖しているのを検出した。しかし大阪支社は発表を逡巡し、直後の記者発表では汚染物質の存在を否定した。同日午後の記者発表でようやく汚染を認めたが、社長の石川哲郎は会見内容を事前にまともに聞かされておらず、会見中の担当者の発表に驚き「君、それは本当かね」と口を挟む混乱ぶりであった。
2000年（平成12年）7月2日、大阪市保健所は大阪工場に対して無期限の操業停止を命じた（その後、操業再開されることはなく、2001年（平成13年）1月31日に閉鎖された）。
2000年（平成12年）7月4日、黄色ブドウ球菌による汚染が明らかになったバルブは、同工場が1998年に食品の製造過程の管理の高度化に関する臨時措置法によるHACCP認定を受けた際に存在したにもかかわらず申請図面に存在しないことが明らかになった。また、本来のパイプとは別に同じく申請図面にない仮設ホースが設置され、ホース接続により清潔作業区域外である屋外の移動式溶解機で作業が行われていたことも判明した。さらに雪印低脂肪乳の回収に使用されていた仮設チューブが「雪印カルパワー」と「雪印毎日骨太」の回収にも使用されていたことが判明したため、大阪市は両製品の回収を雪印に命じた。これを受けて雪印は大阪工場で製造された乳飲料、ヨーグルト、フレッシュクリーム、ホイップなど74品目全品の回収を決めた。
2000年（平成12年）7月9日、大阪市保健所は大阪工場のずさんな衛生管理が食中毒の主因としながらも、バルブから検出された菌が黄色ブドウ球菌ではなかったことを発表した。これは、検体の黄色ブドウ球菌毒素の検出と矛盾するが、核心となるべき調合室の記録が粗悪で原料の追跡が困難であったため、その後の大阪府警察による原因解明まで謎として残ることとなる。また、返品された製品を製造工程に再利用していたことも明らかにされた。さらに品質保持期限の切れた製品を使用していたことも判明した。

### 記者会見によるイメージダウン
食中毒発覚後の雪印乳業は場当たり的な対応に終始し、新たな事実が発覚するたびに説明を翻したり弁明を繰り返し続けた。最も有名なのは7月4日の会見であり、石川と専務は「黄色人種には牛乳を飲んで具合が悪くなる人間が一定数いる」などの説明を繰り返し、1時間経過後に一方的に会見を打ち切った。
エレベーター付近で寝ずに待っていた記者団にもみくちゃにされながら、記者会見の延長を求める記者に石川が「では後10分」と答えたところ、「何で時間を限るのですか。時間の問題じゃありませんよ」と記者から詰問され、それに対し「そんなこと言ったってねぇ、わたしは寝ていないんだよ！」と発言。一方の報道陣からは記者の一部が「こっちだって寝てないですよ！そんなこと言ったら、10ヶ月の子供が病院行ってるんですよ！寝てないとかそういう問題じゃないでしょう」と猛反発。石川は「はい、それはわかっています」とすぐ謝ったものの、この会話がマスメディアで広く配信されたことから、世論の批判を浴びることとなった。石川は7月9日に入院し、そのまま辞任した。
雪印乳業に対する世間の不信感は日を追うごとにつのり、小売店からは雪印食品・雪印ローリーを含む雪印グループ商品が次々と撤去され、返品も認められなかった商品が廃棄される様子が連日報道され、ブランドイメージも急激に悪化した。大手スーパーマーケット「ジャスコ」の岡田元也社長（当時）は、「お客は雪印製品を誰も買わない」と吐き捨てた。

### 操業停止
上記のような急激なイメージダウンや反発もあって、7月11日に雪印乳業全工場の一時操業停止が発表された。また、7月14日に厚生省（当時）は大阪工場の加工乳と乳飲料の二つの製造ラインのHACCP承認を取り消す処分を下し、操業停止した20工場についても自主点検が終了次第、立ち入り調査を行うと発表した。この処分を受けて雪印は東京工場など5拠点において、HACCPの専門家を招聘した上で自主的な安全点検を開始した。
その後、安全点検が終了し、8月2日に厚生省（当時）が「いずれの工場でも問題はないことが確認された。雪印乳業には今後、安全性の高い乳製品の製造を期待したい」と述べて大阪工場以外の工場の安全宣言を発表したため、生産は徐々に回復していった。また、辞任した石川の後任として社長に就任した西紘平は再発防止策として、外部の有識者を招へいした「経営諮問委員会」の設置や一度容器詰めした商品の再利用禁止など5項目を挙げた上で社内の風通しの悪さの改善や広報体制の充実に取り組むと発表した。
しかし、その後の大阪府警察の捜査により、食中毒の真の原因が大樹工場の脱脂粉乳であることが明らかになると、8月18日に大阪府から北海道に大樹工場の調査依頼が行われ、8月19日・20日に帯広保健所の担当者が大樹工場の立ち入り調査を行った。当初、工場側は異状の発生を否定したが、大樹工場の検体から食中毒患者と同じ毒素が検出されたことから保健所がさらにヒアリングを行ったところ、停電の事実が明らかとなり、同工場が食中毒の原因であることが確認された旨を8月23日に北海道が発表するとともに、大樹工場に操業停止を命じた。
これにとどまらず、8月29日の北海道の発表により、業務日報の生産数と異なる製品が見つかったほか、4月1日製造の汚染された脱脂粉乳が7月12日製造にラベルが貼り替えられた状態で保管されているなど、日常的な改ざん・偽装が行われていることが判明した。もはやどの製品が安全であるか誰にも判別できない大樹工場は、保健所の指導を受け、やむなく9月1日に脱脂粉乳の全ての在庫を廃棄した。
その後、9月22日に大樹工場から北海道に改善計画書が提出され、試験操業を経て保健所が安全を確認した10月13日に操業停止が解除された。

## 原因究明に向けて
一連の事件を受けて厚生省と大阪市は原因究明合同専門家会議を設置。大阪大学微生物病研究所などから識者を招聘し、大阪府警察と共同して本格的な原因究明に乗り出した。
2000年（平成12年）9月20日、原因究明合同専門家会議は大樹工場で製造された脱脂粉乳が食中毒の主要因とする中間報告を発表した。報告にあたって、食中毒症状が出た被害者1,402人を調査した結果、黄色ブドウ球菌によって生成された毒素エンテロトキシンAが検出された低脂肪乳と発酵乳の共通の原材料は脱脂粉乳であることが判明。これを基に製造元を調査したところ、大樹工場が4月に製造した脱脂粉乳が記録で確認できたことから主要因と結論付けた。
しかし、大阪工場の不適切な衛生管理の可能性も捨てきれないことや3時間の停電ではエンテロトキシンAが大量に発生するには短すぎるとの指摘が挙がったため、大阪工場と大樹工場の製造ラインの詳細な調査が必要とも述べた。その後、大阪府警察が大阪工場の製造ラインを使用して製造実験を行ったところ、エンテロトキシンAは全く検出されなかった。一方、3時間の停電を想定して大樹工場で検証を行ったところ、停電中に黄色ブドウ球菌が増殖する温度帯まで下がったことが確認された。
2000年（平成12年）12月20日、原因究明合同専門家会議は大樹工場製の脱脂粉乳が食中毒の原因とする最終報告書を発表した。また、エンテロトキシンAが生成された製造ラインはクリーム分離工程と濃縮工程のライン乳タンクの2工程と考えられるとした。発生要因としては、停電時に回収乳タンクに放置された脱脂乳が20度以上にまで温められたまま約4時間も滞留したことで、3時間から4時間程度の停電でエンテロトキシンAが生成したと結論付けた。一方で、大阪工場と大樹工場における不適切な衛生管理や製造記録類の不備等が多数散見されたことから、雪印乳業は安全対策において基本から再構築すべきと指摘した。
2000年（平成12年）12月22日、雪印乳業は「情報の伝達など当たり前のことを当たり前にやれない会社の体質に問題があった」などとする社内調査結果を発表した。社内調査では、食中毒の原因について、原因究明合同専門家会議の最終報告書と同じく停電により大樹工場の回収乳タンクに放置された脱脂乳と断定した。また、大阪市保健所から社告の新聞掲載などを求められたにもかかわらず、「原因が特定できない段階での掲載は納得できない」と合意しなかったことや食品衛生に関する基本的知識の低さが被害の拡大に繋がったと認めた。その上で衛生管理における不適切な対応が発覚した大阪工場の廃業届を同日に提出し、2001年（平成13年）1月31日付で閉鎖すると決定した。

## 幹部の立件
2000年（平成12年）8月30日、大阪府警察刑事部捜査第一課は都島警察署に「雪印製品にかかる大量食中毒事件捜査本部」を設置。業務上過失傷害、食品衛生法違反容疑で東京本社（東京都新宿区本塩町）と西日本支社（大阪市北区）を家宅捜査し、食中毒発生後の幹部らの議事録と危機管理マニュアルなどを押収。検証結果と照らし合わせて幹部の過失責任を追及するとともに本格的な立件に乗り出した。
2000年（平成12年）11月10日、都島警察署捜査本部は社長や幹部について、食中毒の被害拡大を招く不適切な対応を取ったと見て業務上過失傷害容疑で事情聴取を開始した。その後の捜査で、社長が6月28日の株主総会後、知人女性と会っていたことで商品の自主回収の判断が先送りにされていたことが判明した。
2001年（平成13年）3月16日、都島警察署捜査本部は雪印乳業社長、専務、大樹工場長、製造課長、製造課主任の5人、大阪前工場長と元工場長の計9人について、公表・回収の決断を先送りした結果、被害拡大を招いたとして業務上過失致死傷、食品衛生法違反容疑で大阪地検に書類送検した。大規模食中毒事件で経営トップの刑事責任を立件した初のケースで、企業に危機管理の見直しを迫るものとなった。しかし、社長と専務は事件の予見は不可能だったとして不起訴処分となった。
2001年（平成13年）7月26日、大阪地検は元大樹工場長と元製造課主任、元製造課長の3人について、不適切な衛生管理によって食中毒を発生させ、奈良県の80代の女性を死亡させた業務上過失致死傷罪、帯広保健所に虚偽の書類を提出した食品衛生法違反の罪で起訴した。また、法人としての雪印乳業については食品衛生法違反の罪で略式起訴（罰金50万円）した。

## 関係者の処分
2001年（平成13年）4月1日、雪印乳業は大樹工場長と製造課長を諭旨解雇とした他、大阪工場の管理職ら社員29人に休職や減給などの処分を科した。

## 刑事裁判

### 大樹工場長ら3人の裁判
2001年（平成13年）12月18日、大阪地裁（氷室眞裁判長）で初公判が開かれ、罪状認否で「食品会社に勤める者としてあってはならない過失を犯した。多くの方につらい思いをさせ、大変申し訳ない」と述べて業務上過失傷害罪については起訴事実を全面的に認めた。一方、食中毒と死亡の因果関係については「わからない」と述べて業務上過失致死罪について争う姿勢を見せた。
2002年（平成14年）1月9日、北海道恵庭市で元製造課長が自家用車とトラックが正面衝突する交通事故で死亡した。これを受けて大阪地裁（氷室眞裁判長）は2月6日付で元製造課長の公訴棄却を決定した。
2003年（平成15年）2月25日、論告求刑公判が開かれ、検察側は「食品に対する社会不安の発端となった事件で同社の社会的信頼を失墜させた」として元大樹工場長に禁錮2年・罰金12万円、元製造課主任に禁錮1年6月を求刑した。
2003年（平成15年）5月27日、大阪地裁（氷室眞裁判長）で判決公判が開かれ「両被告の過失で国民の間に乳製品の安全性、信頼性に対する不安感、不信感が引き起こされた。社会的影響は看過できない」として元大樹工場長に禁錮2年・執行猶予3年・罰金12万円、元製造課主任に禁錮1年6月・執行猶予2年の判決を言い渡した。
裁判長は「食品製造に関わる者として最も基本的な注意業務である製品の安全に対する注意を怠り、多数の被害者の健康を害した結果は重大」と厳しく非難した。一方、食中毒で死亡した奈良県の80代の女性については「死亡は治療した医師の不適切な行為が原因で、被告らの過失との法的な因果関係は認められない。食中毒は人を死亡させるまでのものとはいえない」として業務上過失致死罪を適用しなかった。その上で量刑については「大半の被害者と示談が成立しており、両被告とも反省し、社会的制裁も受けている」として執行猶予を付けた理由を述べた。
この判決に対し、検察側と弁護側の双方が控訴しなかったため、控訴期限を迎えた6月11日午前0時をもって元大樹工場長と元製造課主任に対する有罪判決が確定した。

### 法人としての雪印乳業の裁判
2001年（平成13年）7月31日、大阪簡裁は求刑通り罰金50万円の判決を言い渡した。

## 民事裁判
2001年（平成13年）7月12日、食中毒の被害者6人が、雪印乳業に対して製造物責任法に基づく損害賠償約6600万円の支払いを求める訴訟を大阪地裁に提訴した。
2001年（平成13年）9月14日、大阪地裁（小佐田潔裁判長）で第1回口頭弁論が開かれ、雪印側は「嘔吐がなく、発症時期にも疑問がある」として請求棄却を求めた。
2003年（平成15年）8月22日、大阪地裁（小久保孝雄裁判長）で雪印乳業が被害者8人に謝罪して和解金110万円を支払う内容で和解が成立した。
2006年（平成18年）9月26日、大阪地裁（山下郁夫裁判長）で雪印乳業が被害者1人に対し和解金650万円を支払う内容で和解が成立した。被害者は雪印乳業の低脂肪乳を飲んだ後、食中毒症状を発症。症状が治まった後も精神的に不安定な状態が続いて心的外傷後ストレス障害（PTSD）と診断されたため、食中毒との因果関係が争点となった。
大阪地裁は「被害者はPTSDの典型例とは認められないが、精神的な諸症状は事故後まもなく発症するなど、食中毒との間に因果関係が認められる」として原告と被告に和解を勧告。原告側は「基本的に主張が認められた」として和解に応じたため、両者で和解が成立した。この和解成立により本事件の民事訴訟は全て終結した。

## その後の混乱
当事件発生を理由に、JT・キーコーヒーとともに展開予定だった『Roots』ブランドを返上・離脱した。
その後、雪印グループの製品が全品撤去に至るなど、グループ会社全体の経営が悪化する。
そして2001年から2002年（平成14年）にかけてBSE問題が表面化。これによって追い打ちをかけられたグループ会社の雪印食品は、雪印牛肉偽装事件（雪印乳業本体ではなく、子会社不監督）を発生させた。この事件によって信用失墜は決定的になり、グループの解体・再編を余儀なくされる結果となった。
これにより雪印食品が会社清算となり、それに伴い同社がスポンサーであった『料理バンザイ!』（テレビ朝日系）が、2002年3月31日で放送終了となった。
雪印グループはこの連続した企業不祥事により企業イメージが失墜して経営危機に陥り、農協系（主にメインバンクだった農林中央金庫及び全国農業協同組合連合会）の支援の下、他社との提携・分社化によるグループの解体・再編を実施した。
雪印乳業自体はグループの乳食品事業を継承して存続した後、2009年に日本ミルクコミュニティと持株会社方式で経営統合し、2011年に日本ミルクコミュニティ共々、親会社である雪印メグミルクに吸収され消滅した。
なお、雪印グループはスキージャンプやアイスホッケーなどウィンタースポーツの振興に寄与していたが、雪印グループの再編により雪印の実業団は、（スキージャンプのチームである）「チーム雪印」を除き廃され、多くの選手が競技を続けられなくなった。
長引く不景気により多くの企業が実業団に資金を注げなくなったこともあり、1998年の長野冬季オリンピックではスキージャンプで金メダルを獲得するまでに至っていた日本のウィンタースポーツは急速に凋落の一途を辿ることとなる。
1997年（平成9年）の山一證券・北海道拓殖銀行・日本長期信用銀行の倒産ともあわせ、戦後のバブル経済まで絶対的に信奉されてきた「一流企業」ブランドに対する信頼は崩れ落ち、高度経済成長期以来の価値観の転換を象徴する事件となった。
さらにこの事件が社会に与えた影響として以下のものが挙げられる。
- 加工乳の混合物から食中毒が発生したことを踏まえ、2001年7月に飲用乳の表示に関する公正競争規約が変更され、コーヒー牛乳、フルーツ牛乳などの生乳100%ではない商品に「牛乳」の名称を使用することが禁止された[121][122]。
- 当初、牛乳・乳製品に対する不安から需要は低下すると予測され、同業各社は減産を検討していたが、需要がほとんど低下しなかった上、加工乳から無調整牛乳へ需要が集中したため、最大手の雪印乳業が事実上操業停止となった2000年夏ごろをピークに、明治乳業（現：明治）・森永乳業などの大手から地域の零細メーカーまで、フル操業でも供給不足となるなど、牛乳不足が深刻となった[123][124][125]。
- お膝元である北海道では、雪印全工場の操業停止により「地元で作られた牛乳を地元で飲めない」という問題が発生。中でもパイロットファームで有名な、根釧原野を有する釧路・根室地方では、市乳工場であった雪印乳業釧路工場が撤退していたため、他地域以上に問題視された[123][126]。このためよつ葉乳業は首都圏向け商品に特化していた根釧工場で、2004年（平成16年）から「根釧牛乳」を生産・発売することとなった[127]。
- 乳製品の再利用について、2001年5月に社団法人日本乳業協会が「飲用乳の製品の再利用に関するガイドライン[128]」を作成し、「工場の冷蔵管理下にある一定量の製品についてのみ行われる」ことが決定された。
- 大阪工場が総合衛生管理製造過程（HACCPが要件、厚生労働省が審査/承認）承認工場であったことから、それまで書類審査のみであった承認審査に現地調査が導入されるとともに、3年ごとに更新申請が必要とされるなど、「総合衛生管理製造過程」見直しのきっかけとなった[129]。
- 当事件をきっかけに雪印乳業大阪工場が閉鎖[130]。跡地にマンション・生活協同組合おおさかパルコープ都島支所が建設された。
- 7月には同じ近畿で京阪牛乳の製品から食中毒事件が発生[131]。原因は販売店の杜撰な管理にあったものの、風評被害が大きく京阪牛乳は牛乳事業からの完全撤退に追い込まれた[132]。
- 食の安全全体に対する不安が高まり、他業種でも衛生管理をめぐる不祥事が明るみに出たり、パンやトマトジュースなどをはじめとした食品への異物（蝿や蛙など）が混入が明らかになると、以前では考えられなかった全製品の回収が行われるようになった[133][134][135][136][137][138][139][140][141]。